# Élisabeth Vigée Le Brun
Élisabeth Louise Vigée Le Brun, född 16 april 1755 i Paris, död 30 mars 1842 i Louveciennes, var en fransk målare. Hennes stil anses vara en blandning av rokoko och nyklassicism, då kolorering är rokoko medan motiven är nyklassicism. Hon är framför allt känd som porträttmålare. Hon var berömd redan i sin egen samtid, var drottning Marie Antoinettes hovmålare och valdes in i tio europeiska konstakademier.  

## Biografi

### Tidigt liv
Elisabeth Vigée Le Brun var dotter till porträttmålaren Louis Vigée (1715–1767) och hårfrisörskan Jeanne Maissin (1728–1800). Hon utbildades i en klosterskola från 1760 till 1766.  Hennes far dog när hon var tolv år gammal. Modern gifte 1768 om sig med den förmögne juveleraren Jacques-François Le Sèvre, och kort därefter flyttade familjen till Rue Saint-Honoré, nära Palais Royal. 

### Karriär före revolutionen
Som femtonåring kunde Vigée Le Brun försörja sig själv och sin familj som professionell porträttmålare. Hon fick undervisning av Gabriel François Doyen, Jean-Baptiste Greuze och Joseph Vernet. När hennes studio stängdes för att hon målade utan licens ansökte hon till Académie de Saint-Luc. Hon blev medlem i akademin 1774 när hon var nitton år. Två år senare gifte hon sig med Jean-Baptiste-Pierre LeBrun som var även han en målare och konsthandlare. Hon födde sin dotter Jeanne Julie Louise, 12 februari 1780. 
Hennes make gav henne många kontakter in i konstvärlden. Hon började även ställa ut sin konst i sitt hem på Hôtel de Lubert, och även det gjorde att hon uppmärksammades.
Under 1781 företog Vigée Le Brun en resa med sin make till Österrikiska Nederländerna och republiken Nederländerna, där hon utvecklade sin konst och knöt kontakter. Hennes självporträtt efter denna resa väckte skandal i den samtida konstvärlden då hon introducerade innovationen att visa tänderna då hon log, något som fram till dess inte förekommit på porträtt. 
Vigée Le Brun utförde tilldragande, idealiserande porträtt i rokokofärger, men med poser och motiv ur nyklassicismen, och blev berömd för denna stilblandning. Hon var 1779–1790 hovmålare hos drottning Marie-Antoinette.  Även om det inte fanns någon formell titel som hovmålare i Frankrike, var det i praktiken vad hon var, behandlades som och omtalades som. 
Hon valdes 1783 in i franska konstakademien. Det var en bedrift eftersom akademien ogillade kvinnliga medlemmar och hade förbjudit antalet kvinnor att överstiga fyra, ett antal som uppnåddes detta år; de övriga kvinnliga medlemmarna var Anne Vallayer-Coster, Marie-Thérèse Reboul och Adélaïde Labille-Guiard. 

### Senare karriär
Élisabeth Vigée Le Brun lämnade Frankrike med sin dotter direkt efter franska revolutionens utbrott 1789. Hennes make påstod att hon gav sig av på studieresa, men hon var i själva verket rädd för sin säkerhet på grund av sina täta kontakter med hovet och aristokratin. 
Hon arbetade därefter med stor framgång i Italien 1789–1792, i Österrike 1792–1795, i Ryssland 1795–1801 och i Tyskland 1801–1802, där hon fortsatte att måla aristokrater och kungligheter. Under sin frånvaro upptogs hon på emigrantlistan och hennes make  tog ut skilsmässa för att skydda sin egendom under skräckväldet 1794. 
Efter Napoleons makttillträde återvände hon till Frankrike år 1802, sedan hennes exman och familjemedlemmar lyckats få henne struken ur emigrantlistan. Hon besökte London 1803 och Schweiz 1807 och 1808.

## Eftermäle
Élisabeth Vigée Le Brun lämnade efter sig 660 porträttmålningar och 200 landskapsmålningar, vilka finns i privata samlingar i Europa och USA, och i museer som Eremitaget, National Gallery i London, Metropolitan Museum of Art i New York och National Gallery of Art i Washington, D.C. Hennes verk finns även i Nationalmuseums samlingar i Stockholm.
Nedslagskratern Vigée-Lebrun på planeten Venus är uppkallad efter henne.

## Memoarer
Elisabeth Vigée Le Bruns memoarer utkom 1835–1837.

## Medlemskap i akademier och sällskap
- 1774: Académie de Saint-Luc, Paris.
- 1783: Académie de peinture et de sculpture, Paris.
- 1807: Société pour l'Avancement des Beaux-Arts, Genève.

## Verk i urval

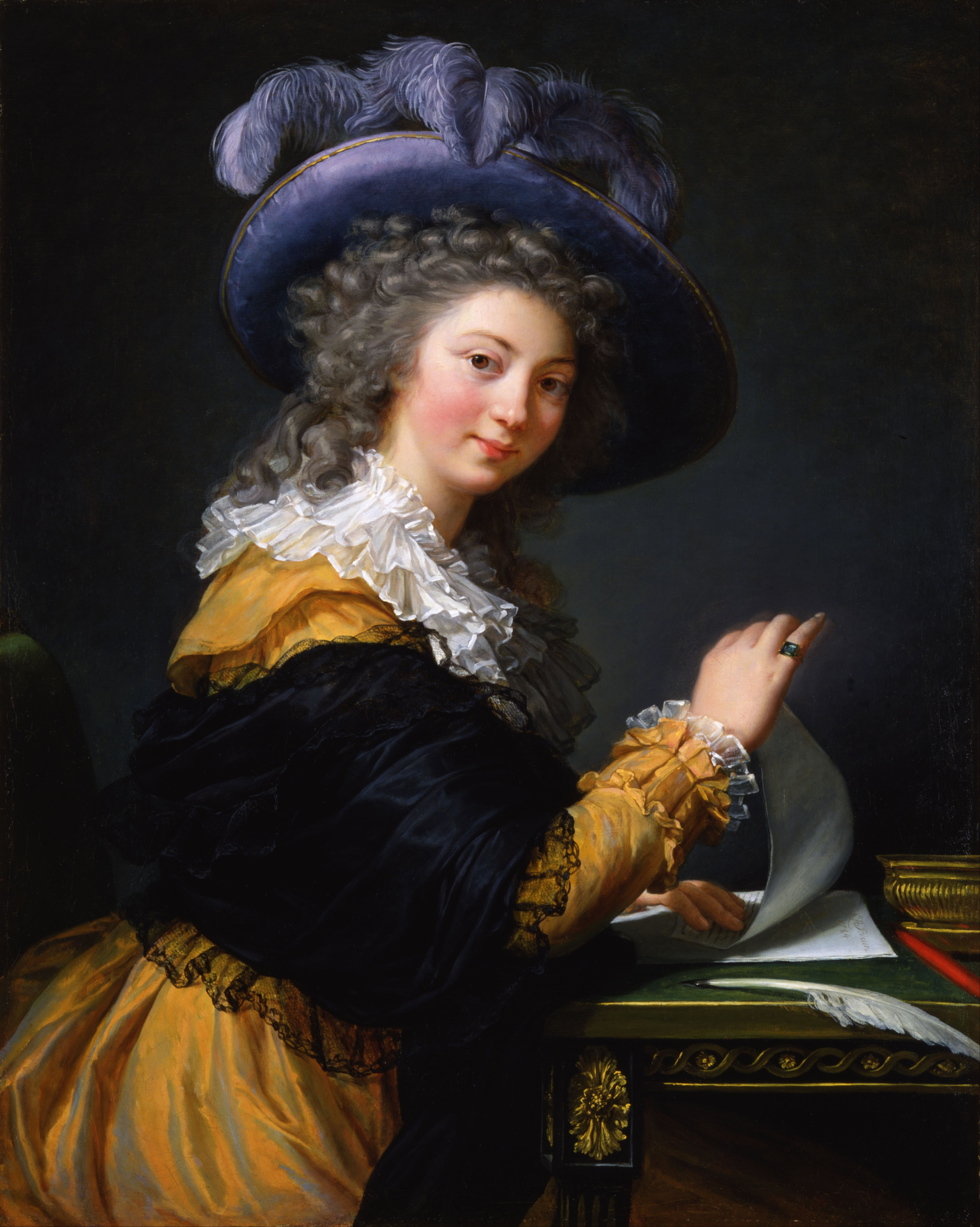
Dam som viker ett brev, 1784
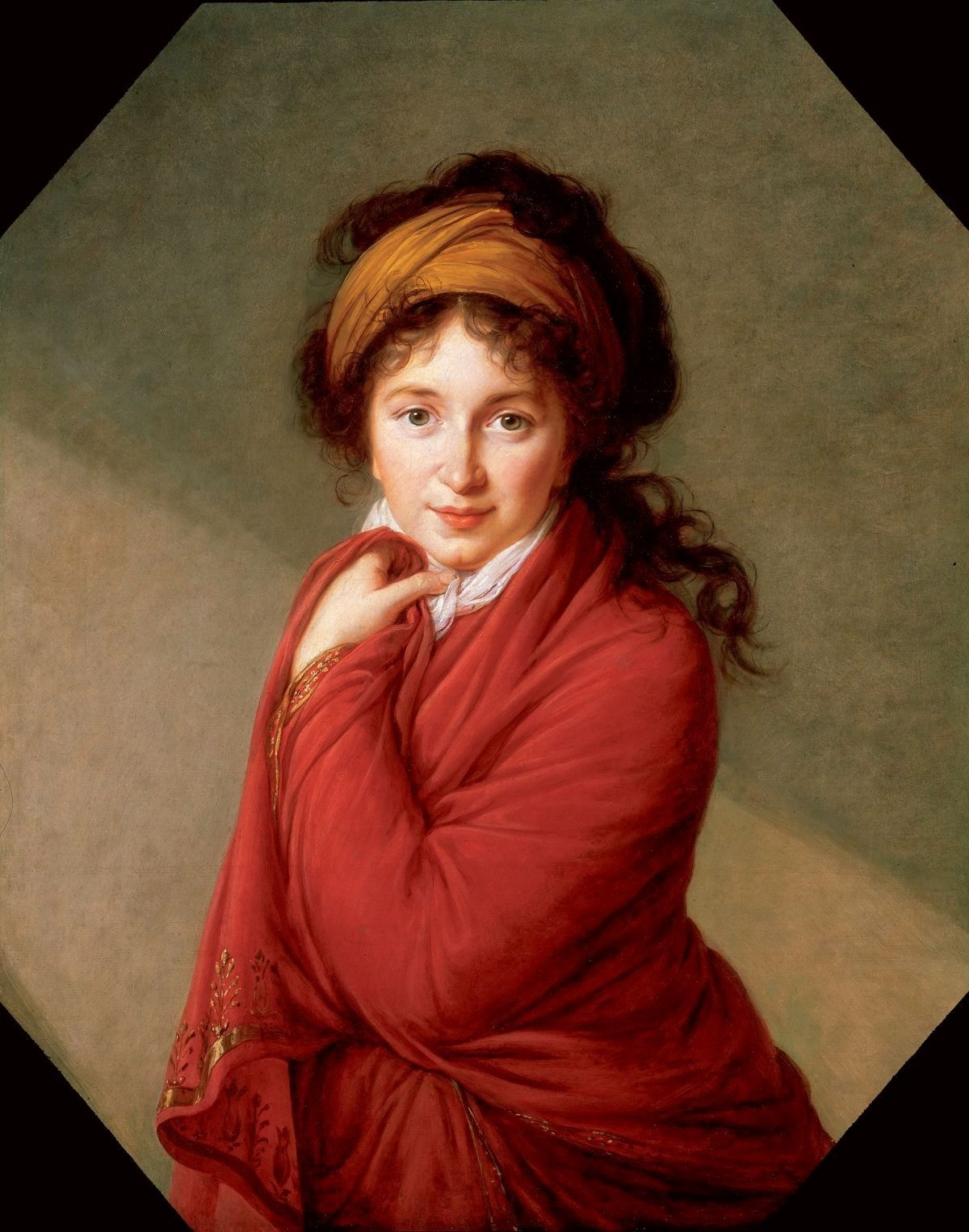
Varvara Golovina, 1797–1800
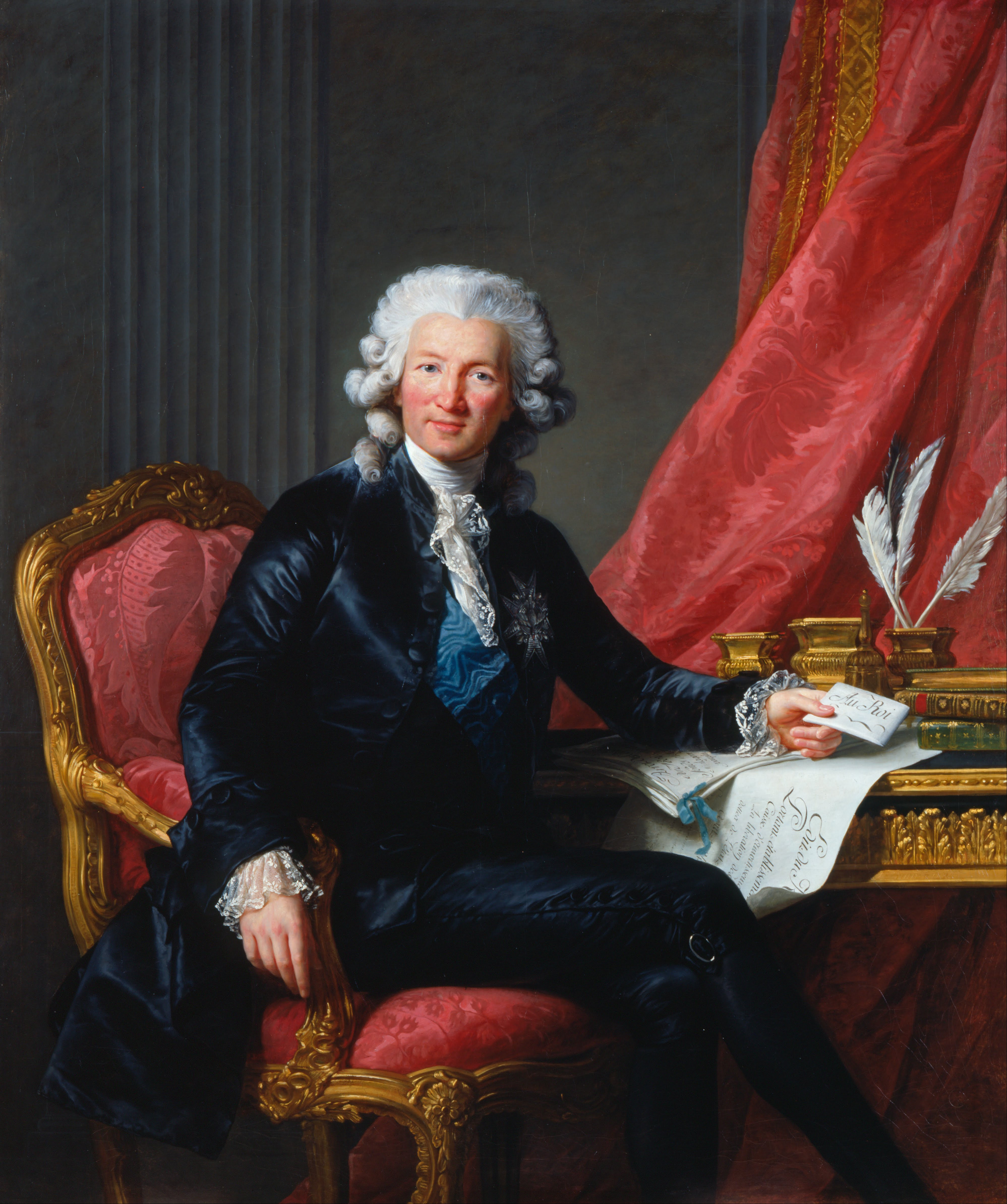
Charles-Alexandre de Calonne, 1784
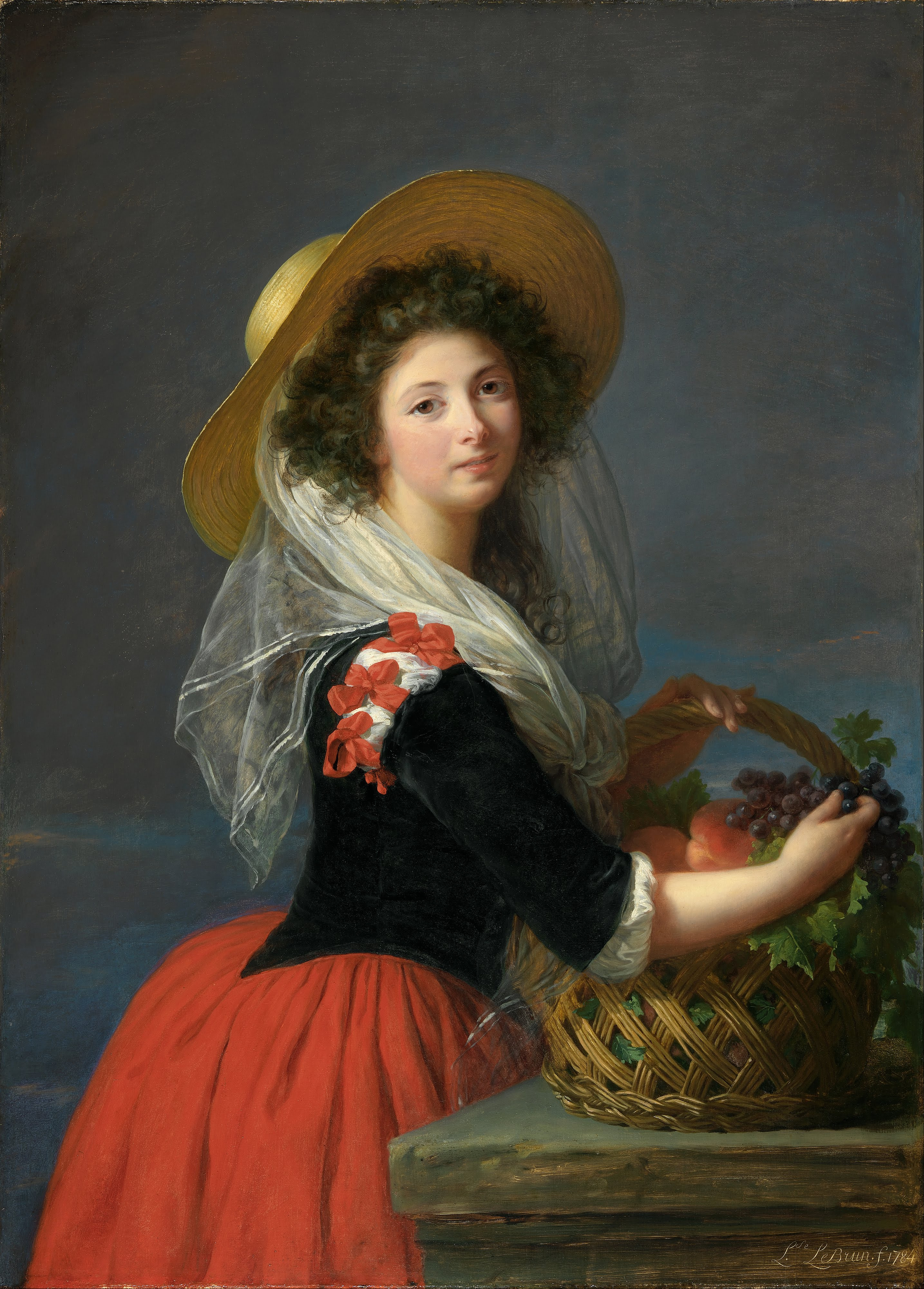
Hertiginnans Marie Gabrielle de Gramont, 1784
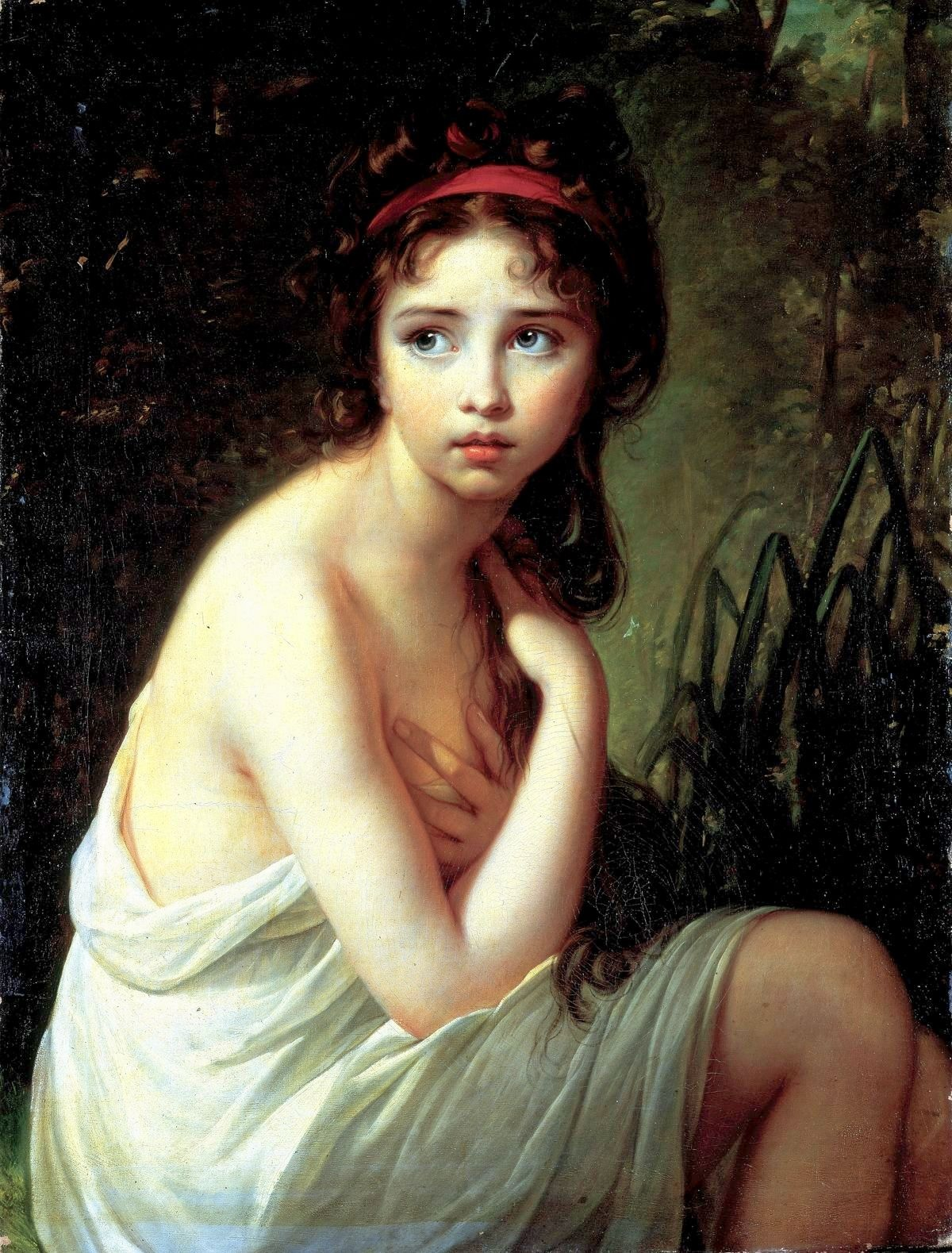
Baderskan, 1792
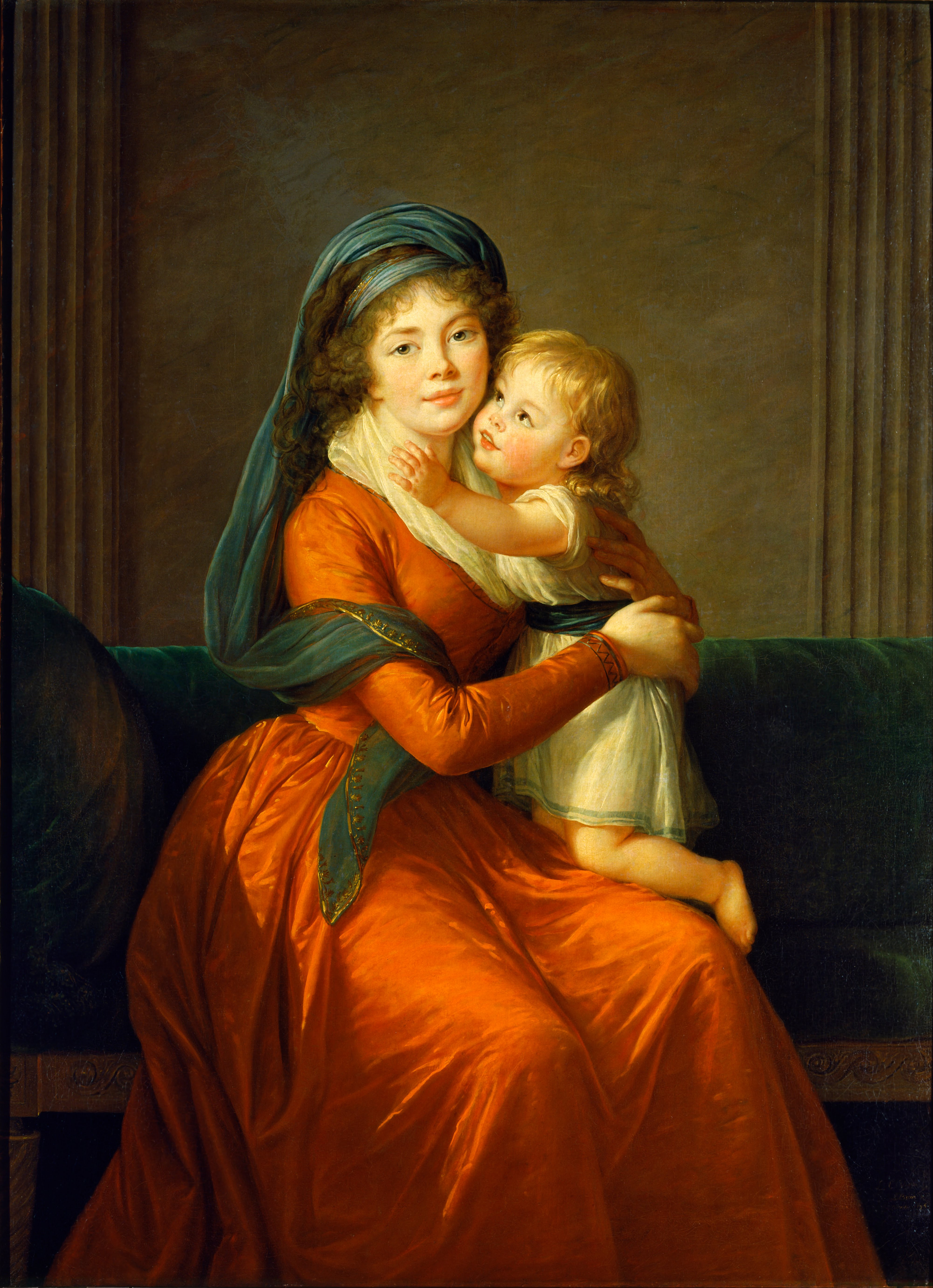
Prinsessan Alexandra Golitsyna med son, 1794
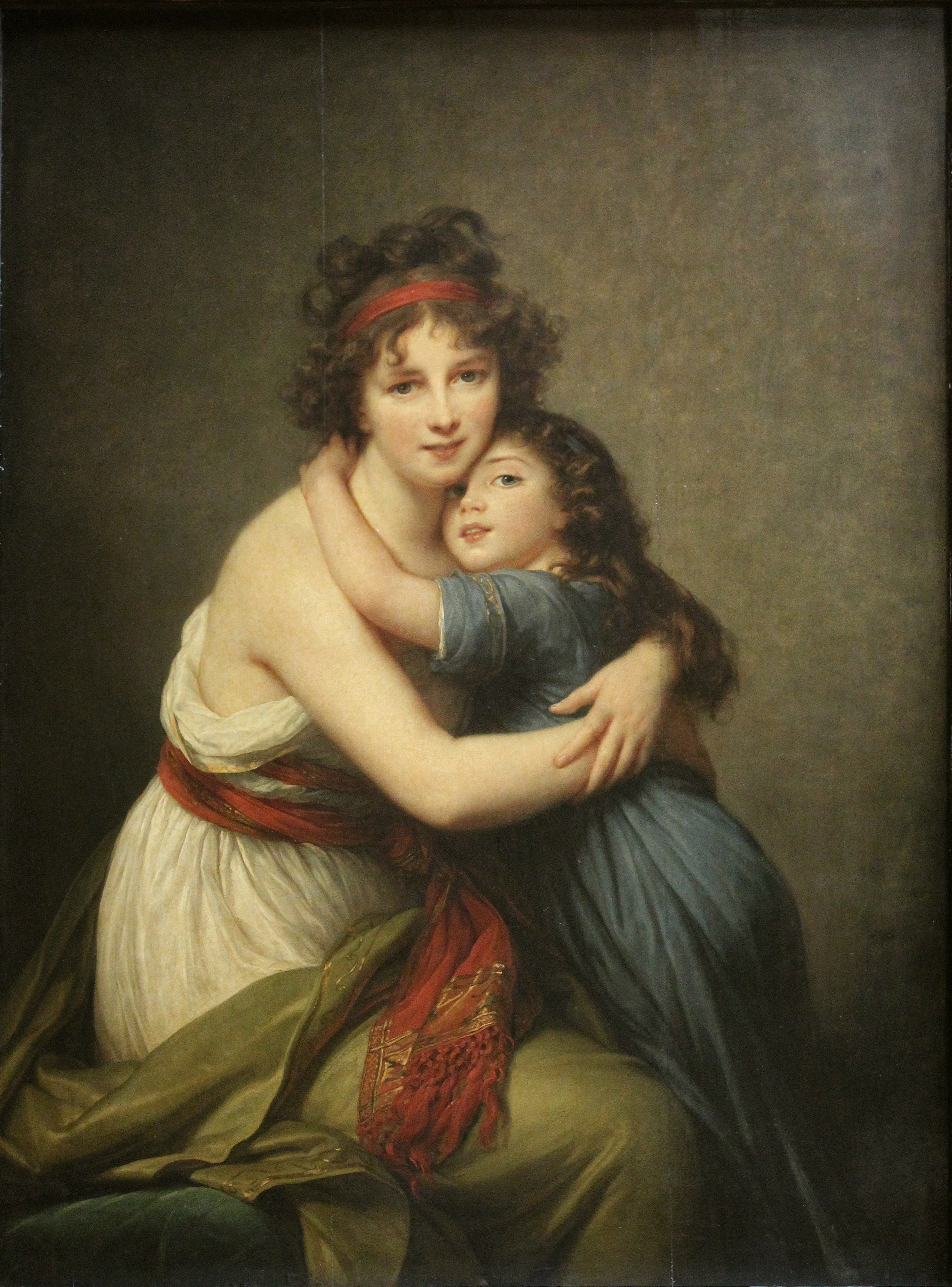
Självporträtt med sin dotter, 1789